# 아누라다푸라

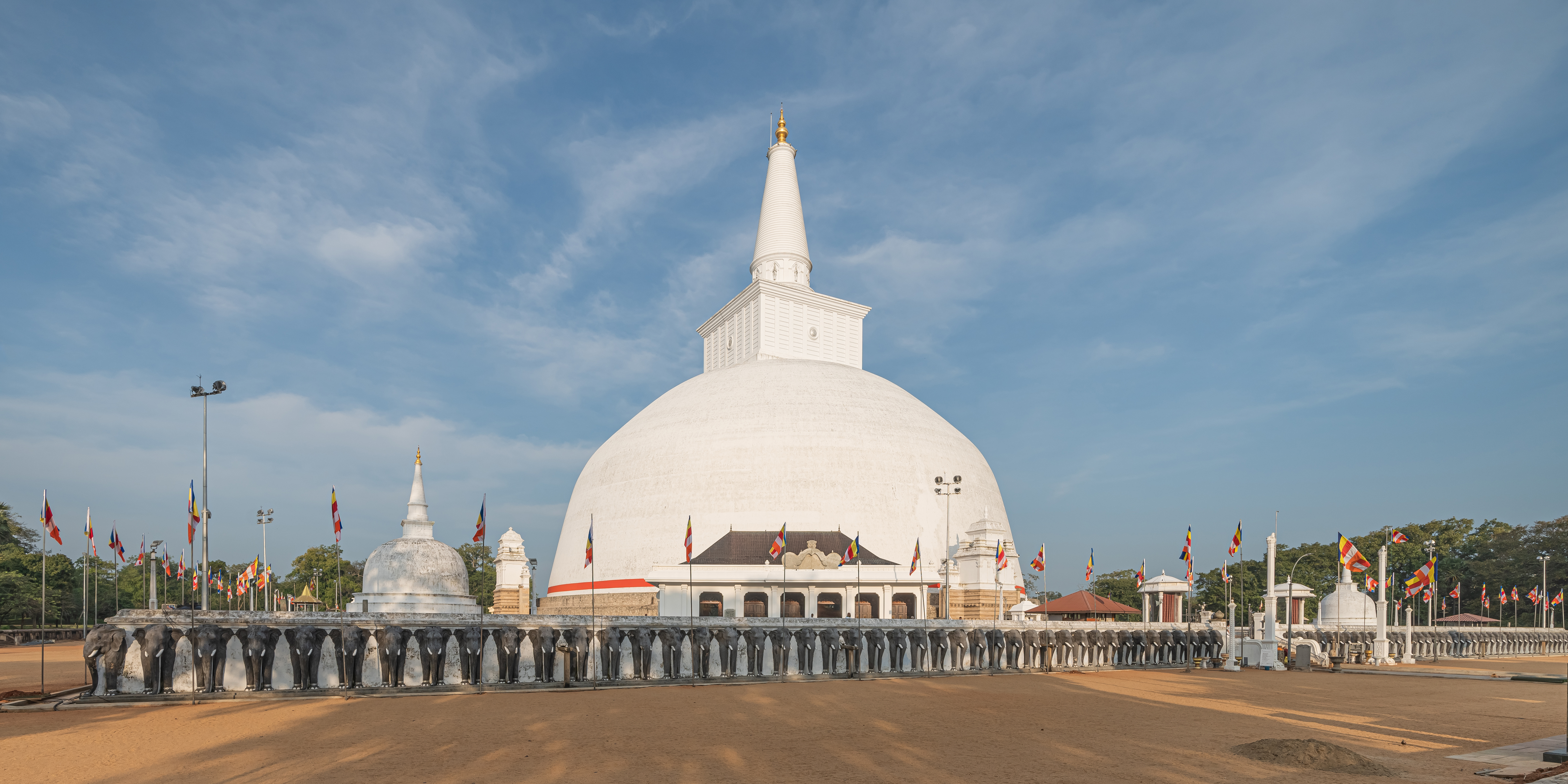

아누라다푸라(싱할라어: අනුරාධපුර, 타밀어: அனுராதபுரம்)는 기원전 5세기부터 약 1,000년간 스리랑카의 수도였던 고대 도시이다.
2,000년 이상된 불교 사원인 투파라마 다고바(Thuparamaya dagoba)에는 고타마 붓다의 뼈가 모셔져 있다. 가장 큰 불교 사원으로 제타바나 다고바(Jetavana dagoba)가 있으며, 1,600개의 기둥이 있는 로바마하파야(Lovamahapaya) 7층 궁과 세계에서 가장 아름다운 부처 조각으로 평가받는 사마디부다 상(Samadhi Statue), 이수루무니야의 연인들이라는 조각이 일품인 이수루무니야 사원(Isurumuniya), 그 밖의 박물관 등 많은 유적지와 관광지가 산재해 있다.

## 참고 문헌
- 이 문서에는 다음커뮤니케이션(현 카카오)에서 GFDL 또는 CC-SA 라이선스로 배포한 글로벌 세계대백과사전의 내용을 기초로 작성된 글이 포함되어 있습니다.